# シャトールー・クラシック・ド・ランドル
シャトールー・クラシック・ド・ランドル（Châteauroux Classic de l'Indre）は、例年8月、フランス、シャトールーを発着点とする、自転車競技・ロードレースにおけるワンデイレースの名称。UCIヨーロッパツアー1.1カテゴリ。
2006年の開催で、福島晋一が3位に入った。
2014年10月、主催者は翌年以降、レースを開催しないことを発表した。

## 歴代優勝者
| 年   | 優勝者                             |
| ---- | ---------------------------------- |
| 2004 | アリャクサンドル・クチュインスキー |
| 2005 | ジミー・カスペール                 |
| 2006 | ニコラ・ヴォゴンディ               |
| 2007 | クリストファー・サットン           |
| 2008 | アントニー・ラヴァール             |
| 2009 | ジミー・カスペール                 |
| 2010 | アントニー・ラヴァール             |
| 2011 | アントニー・ラヴァール             |
| 2012 | ラファエル・アンドリアート         |
| 2013 | ブリアン・コカール                 |
| 2014 | イルヨ・カイセ                     |